# Ноженко, Дмитрий Юрьевич
Дмитрий Юрьевич Ноженко (род. 15 января 1974, Свердловск) — российский политик. Заместитель главы Екатеринбурга, ранее — глава администрации Ленинского района города Екатеринбурга, Министр экономики и территориального развития Свердловской области. Секретарь местного отделения партии «Единая Россия» в Ленинском районе города Екатеринбурга.

## Биография
Дмитрий Юрьевич Ноженко родился 15 января 1974 года в Свердловске. В 1996 году окончил Уральский политехнический институт по специальности «инженер-экономист», в 2005 году окончил Уральскую академию государственной службы по специализации «Государственное и муниципальное управление». Кандидат экономических наук, доцент, является заведующим кафедрой государственного и муниципального управления в Уральском государственном экономическом университете.
Начал свою трудовую деятельность в екатеринбургском филиале акционерного банка «Капитал», в должности дилера валютных операций. В дальнейшем был назначен исполняющим обязанности начальника валютного дела.

## Муниципальная служба
С 29 марта 2000 года Дмитрий Юрьевич работал в должности заместителя председателя Комитета по товарному рынку администрации города Екатеринбурга. 20 января 2003 года стал председателем комитета по организации бытового обслуживания населения администрации города Екатеринбурга. Работая в этой должности, принимал участие в разработке программ развития Екатеринбурга. Под его непосредственным контролем были внедрены стратегические проекты по развитию сферы бытовых услуг и гостиниц.
С 10 июля 2006 года состоял в должности заместителя министра торговли, питания и услуг Свердловской области, согласно указу губернатора Свердловской области Эдуарда Росселя. Занял пост министра торговли, питания и услуг 22 декабря 2009 года, согласно указу губернатора Свердловской области Александра Мишарина. В дальнейшем, 25 апреля 2012 года Дмитрий Ноженко был назначен министром экономики и территориального развития Свердловской области.
7 апреля 2017 года был назначен на должность главы Ленинского района города Екатеринбурга. С апреля 2021 года перешёл на службу в администрацию города Екатеринбурга, заняв должность заместителя главы Екатеринбурга по вопросам экономического развития, инвестиций и взаимодействия с бизнес-сообществом.
В должности заместителя министра торговли, питания и услуг Свердловской области участвовал в подготовке к проведению саммитов ШОС и БРИК в городе Екатеринбурге. В должности министра экономики возглавлял рабочую группу по разработке Стратегии-2030, также успешно реализовал проект открытия 84 офисов МФЦ на территории Свердловской области.

## Партийная деятельность
Секретарь местного отделения партии «Единая Россия» в Ленинском районе города Екатеринбурга. Член президиума регионального политического совета партии в Свердловской области.

## Личная жизнь
Женат, воспитывает двоих дочерей.

## Награды
В должности министра торговли, питания и услуг Свердловской области Дмитрий Ноженко был награждён губернатором Свердловской области Александром Мишариным за многолетний добросовестный труд и большой вклад в реализацию государственной политики в сфере торговли, питания и услуг. Имеет наградное письмо губернатора Свердловской области Евгения Куйвашева за большой вклад в социально-экономическое развитие Свердловской области и многолетний добросовестный труд, также благодарственное письмо за активное участие в подготовке и организации проведения Чемпионата мира по футболу FIFA-2018 на территории города Екатеринбурга.